# Labrichthys
Labrichthys is een monotypisch geslacht van straalvinnige vissen uit de familie van lipvissen (Labridae). Het geslacht is voor het eerst wetenschappelijk beschreven in 1854 door Bleeker.

## Soort
- Labrichthys unilineatus (Guichenot, 1847)